# Fülöpjakab
Fülöpjakab eine ungarische Gemeinde im Kreis Kecskemét im Komitat Bács-Kiskun. 

## Geografische Lage
Fülöpjakab liegt zehn Kilometer nordwestlich der Stadt Kiskunfélegyháza. Nachbargemeinden sind Kunszállás und Jakabszállás.

## Sehenswürdigkeiten
- Römisch-katholische Kirche Nagyboldogasszony

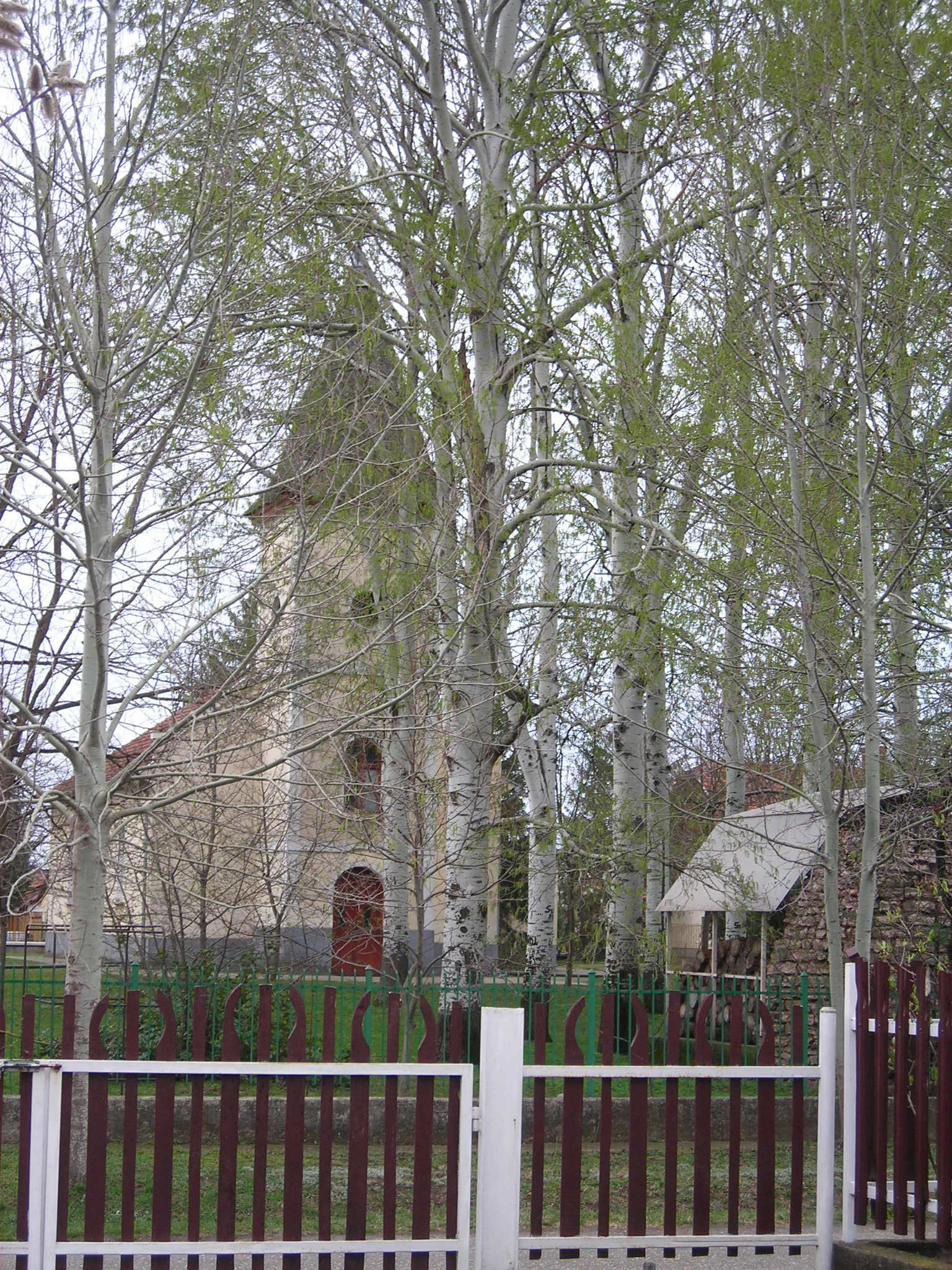
Röm.-kath. Kirche Nagyboldogasszony

## Verkehr
Durch Fülöpjakab verläuft die Landstraße Nr. 5302. Der nächstgelegene Bahnhof befindet sich drei Kilometer nordöstlich in Kunszállás.